# Picozoa
Die Picozoa sind ein im Jahr 2013 neu beschriebener Stamm heterotropher Einzeller aus der Domäne der Eukaryoten. Sie sind die kleinsten Formen frei im Wasser schwebender Lebewesen, werden zwischen einem halben und 3,8 µm (Mikrometer) groß und kommen in großer Zahl und Dichte in allen Weltmeeren vor.

## Entdeckungsgeschichte und Nachweis
Ende der 90er-Jahre sollte in dem europäischen Projekt „Picodiv“ geklärt werden, welche Organismen im Pikoplankton vorkommen. Zwei Jahre lang wurden dazu Proben im Atlantik, im Mittelmeer, vor Schottland, Alaska und Norwegen genommen. Picozoa fanden sich vor allem in den nährstoffarmen Bereichen von kalten Küstenmeeren, wo sie bis zu 50 Prozent der Biomasse ausmachen können.
Picozoa sind so klein, dass sie im Lichtmikroskop kaum als Lebewesen erkennbar sind. Der Nachweis gelang über das 18S-r-Gen, aus dem die 18S-rRNS abgelesen wird. Sie ist ein Bestandteil der Ribosomen und die 18S-Version ein eindeutiger Beleg für eine eukaryotische Herkunft. Da die 18S-rRNS über lange Zeiträume hinweg geringfügig mutiert, können mit ihrer Hilfe evolutionäre Stammbäume konstruiert werden.
Die in den Meeresproben gefundenen, unbekannten 18S-rRNS-Sequenzen zeigten, dass die Picozoa in eine bislang unbekannte Klasse eingeordnet werden müssen. Es wurde vermutet, dass es sich um algenähnliche Organismen handelt, die aber mit keiner bekannten Eukaryoten-Klasse näher verwandt sind. Zu den Sequenzen konnten Oligonukleotide konstruiert und mittels der FISH-Technik die Organismen sichtbar gemacht werden. Die Picozoa enthalten ein kleines, rundes Organell mit Phycobiliproteinen, weshalb ursprünglich vermutet wurde, dass sie fotosynthetisch aktiv sein könnten.
2013 wurde Picomonas judraskeda, die erste und bisher einzige beschriebene Art aus der Gruppe beschrieben. Die Art wurde im Rahmen einer Doktorarbeit mit Hilfe eines fluoreszierenden Mitochondrien-Markers aus einer Seewasserprobe, die vor der Reede von Helgoland in einer Tiefe von 5 Metern entnommen wurde, isoliert und anschließend im Labor kultiviert. Da bei den Untersuchungen keine Anzeichen für das Vorhandensein von Plastiden, Zellorganellen der Pflanzen und Algen, festgestellt werden konnten, wird angenommen, dass sich die Einzeller heterotroph ernähren. Gleichzeitig mit der Art wurden Gattung, Familie, Ordnung und Klasse beschrieben und die bisher als Picobiliphyta bzw. Biliphyta bekannten Lebewesen als neuer Stamm Picozoa beschrieben.

## Merkmale
Die Picozoa werden als heterotrophe, marine, pikoplanktonische (die Zellen passen durch einen 3-µm-Membranfilter) Protisten diagnostiziert, die zumeist durch eine der beiden charakteristischen Sequenzen der Kern kodierten SSU rDNS 5′GCG TGA TGC CAA AAT CCG3′ (PICOBI01) oder 5′ATA TGC CCG TCA AAC CGT3′ (PICOBI02) gekennzeichnet sind.
Die bei Picomonas judraskeda festgestellten sonstigen Merkmale, darunter die in zwei Hemisphären geteilte Zelle, die beiden Flagellen und der ruckartige Bewegungszyklus werden nicht zur Diagnose des neuen Stammes genutzt, da nicht sicher ist, ob sie auch bei anderen Arten wiedergefunden werden können. Allerdings vermuten die Wissenschaftler, dass dies für die meisten Merkmale der Fall sein wird.
Picozoen ernähren sich unter anderem von Viren. Julia M. Brown et al. berichteten im September 2020 über den Fund von Virus-DNA in Picozoa und Choanoflagellata (Kragengeißeltierchen). Da es sich bei der viralen DNA überwiegend um die von Virophagen (Bakterienviren) handelte, in den Einzellern aber keine Bakterien-DNA gefunden wurde, scheidet eine Aufnahme der Virus-DNA als Beifang zusammen mit etwaigen Bakterien aus, zumal der Fressapparat der Picozoa für Bakterien zu klein ist. Die Konsequenzen für die marine Ökologie und Fragen zum dadurch möglichen Gentransfer zwischen den Viren und den Einzellern müssen allerdings noch erforscht werden.

## Systematik
Eine phylogenetische Analyse, bei der insgesamt 104 Eukaryoten-Taxa aus fast allen Supergruppen untersucht wurden (es fehlten lediglich die Excavata), konnte die Picozoa nicht einer der bekannten systematischen Supergruppen der Eukaryota zuordnen. Innerhalb der Picozoa kann eine große genetische Diversität nachgewiesen werden und vorläufig lassen sich 12 Kladen unterscheiden.